# Adjohoun
Adjohoun est une commune du Bénin située dans le département de l'Ouémé, au sud du pays, à 32 km de Porto-Novo et à 62 km de Cotonou.

## Population
Population d'Adjohoun : 60 955 habitants (INSAE en 2002) - Densité : 189,9 habitants / km² - Nombre de ménages : 11 342 (taille moyenne de 4,5 personnes) - Hommes : 48,14 % - Femmes : 51,86 %.
Lors du recensement de 2013 (RGPH-4), la commune comptait 75 323 habitants.

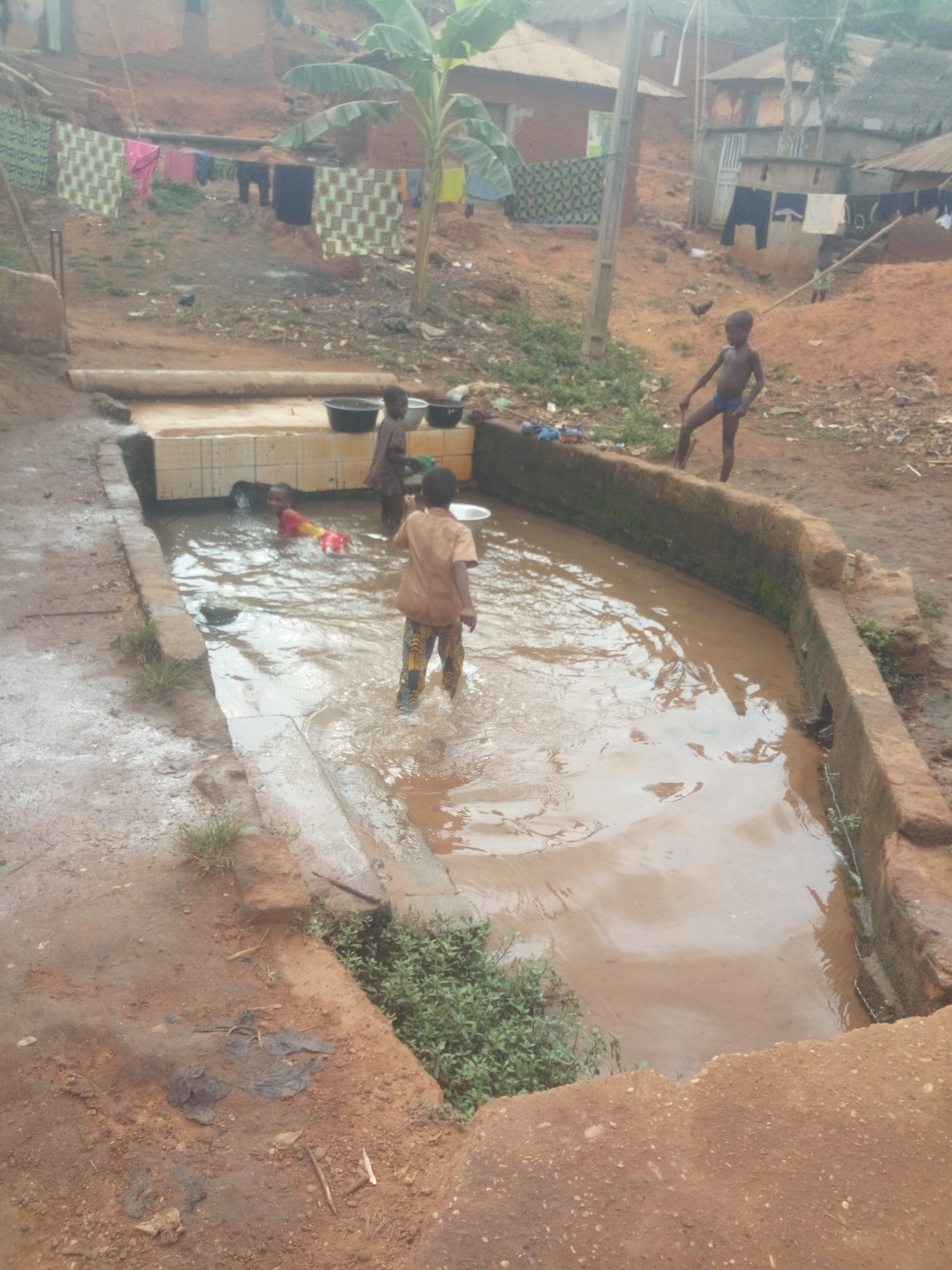
Point d'eau alimentant une partie de la ville d'adjohou

## Organisation administrative
La commune est divisée en huit arrondissements : Adjohoun, Awonou, Azowlissè, Dèmè, Gangban, Kodé et Togbota et 57 villages.
- Maire :François Zannougbo[2].
- Le conseil municipal est composé de quinze conseillers qui élisent le maire.
- Le conseil d'arrondissement est composé de treize conseillers qui élisent le chef d'arrondissement.
- Le conseil du village : cinq conseillers, chef de village inclus.

## Personnalités liées à la commune
- Thomas Mouléro Djogbenou (1888-1975), prêtre catholique et premier prêtre du Bénin et de la sous-région ouest africaine, y est né.
- Jocelyne Vokouma née Boussari, anthropologue, maître de recherche à l’Institut des Sciences des Sociétés du Centre National de la Recherche Scientifique et Technologique (CNRST) du Burkina Faso et ancienne secrétaire générale du ministère de la promotion de la femme du Burkina, y est née.

## Galerie de photos

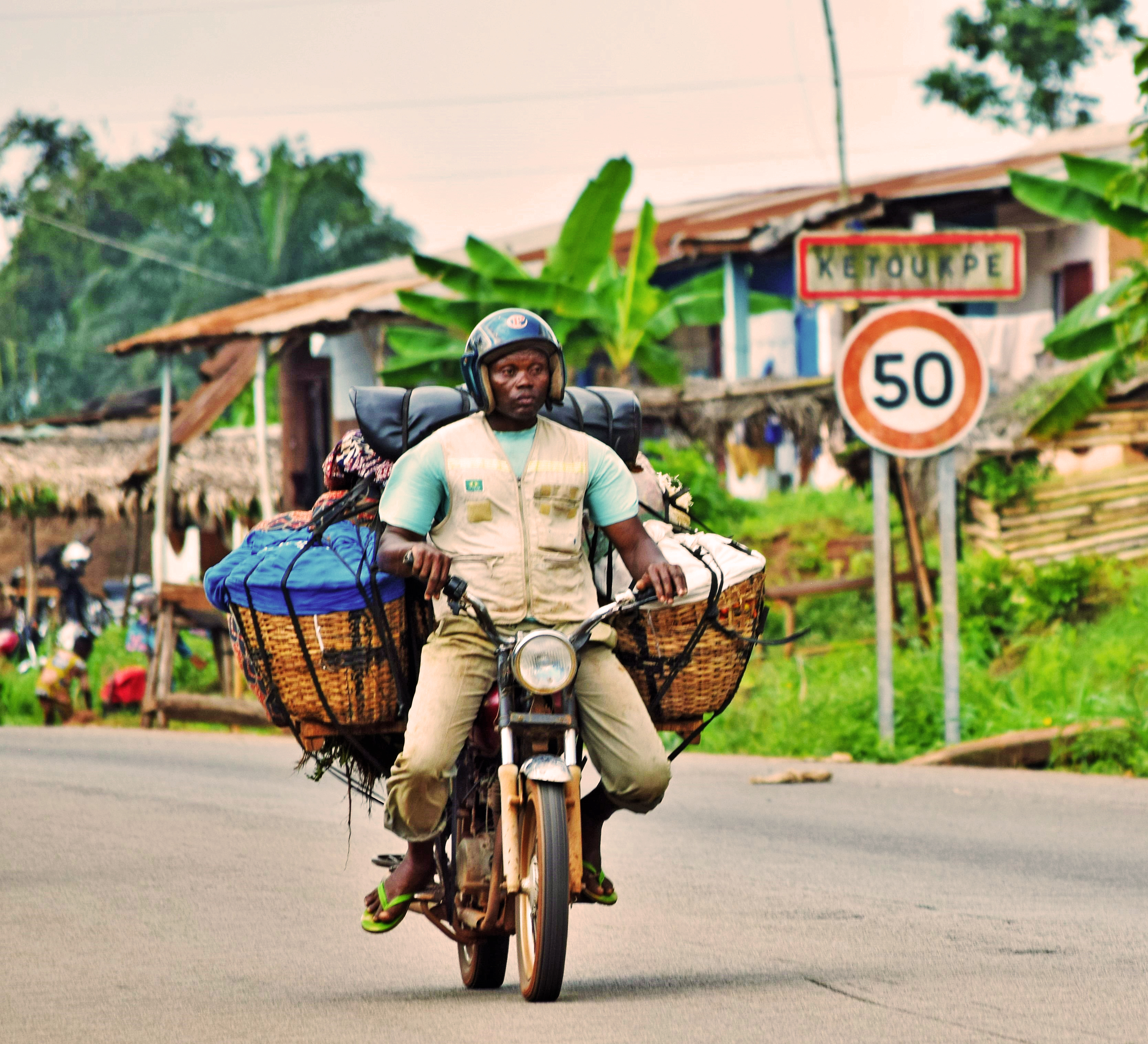
Moto-taxi entre Adjohoun et Kétoukpè